# Scarabaeus ritchiei
Scarabaeus ritchiei är en skalbaggsart som beskrevs av Macleay 1821. Scarabaeus ritchiei ingår i släktet Scarabaeus och familjen bladhorningar. Inga underarter finns listade i Catalogue of Life.